# Otepää
Otepää (trước đây Nuustaku) là một đô thị thuộc hạt Valga, miền nam Estonia, nó là trung tâm hành chính của vald Otepää. Dân số của Otepää là 2.189 người (tính đến ngày 1 tháng 11 năm 2009). Otepää là một khu vực trượt tuyết nổi tiếng, được biết đến với tên "thủ đô mùa đông" của Estonia (trái ngược với "thủ đô mùa hè" Pärnu).
Otepää có được quyền đô thị vào ngày 1 tháng 4 năm 1936.
Khẩu súng cầm tay cổ nhất còn sót lại ở châu Âu đã được tìm thấy trong một lâu đài cổ tại Otepää, có niên đại năm 1396.

## Ảnh

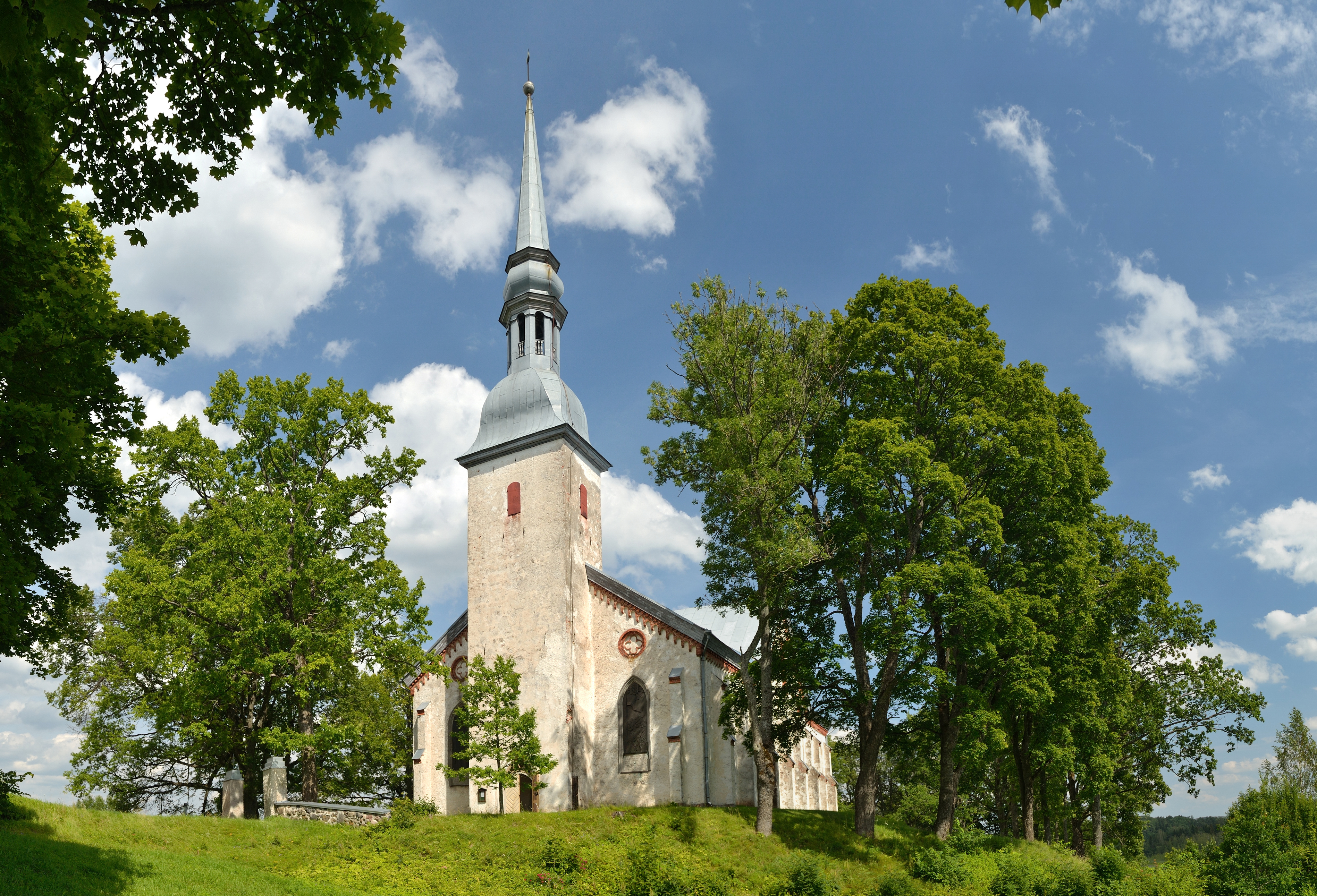
Nhà thờ Otepää
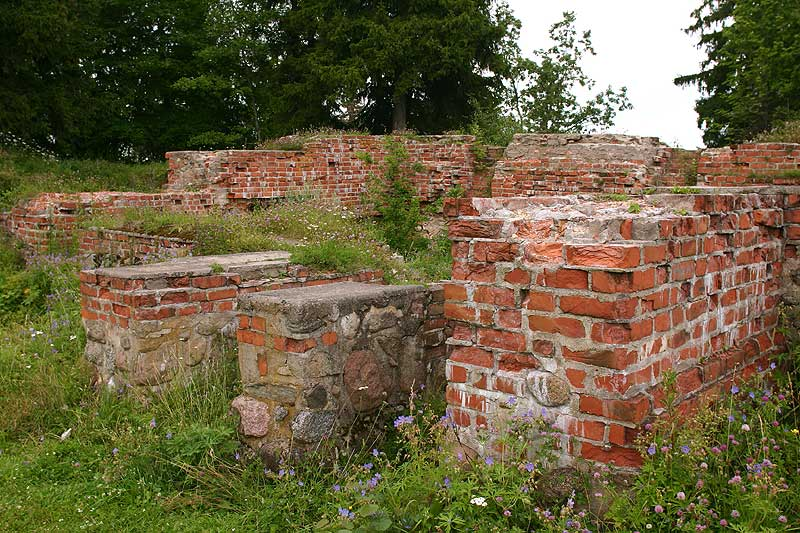
Vết tích của lâu đài Otepää Bishop
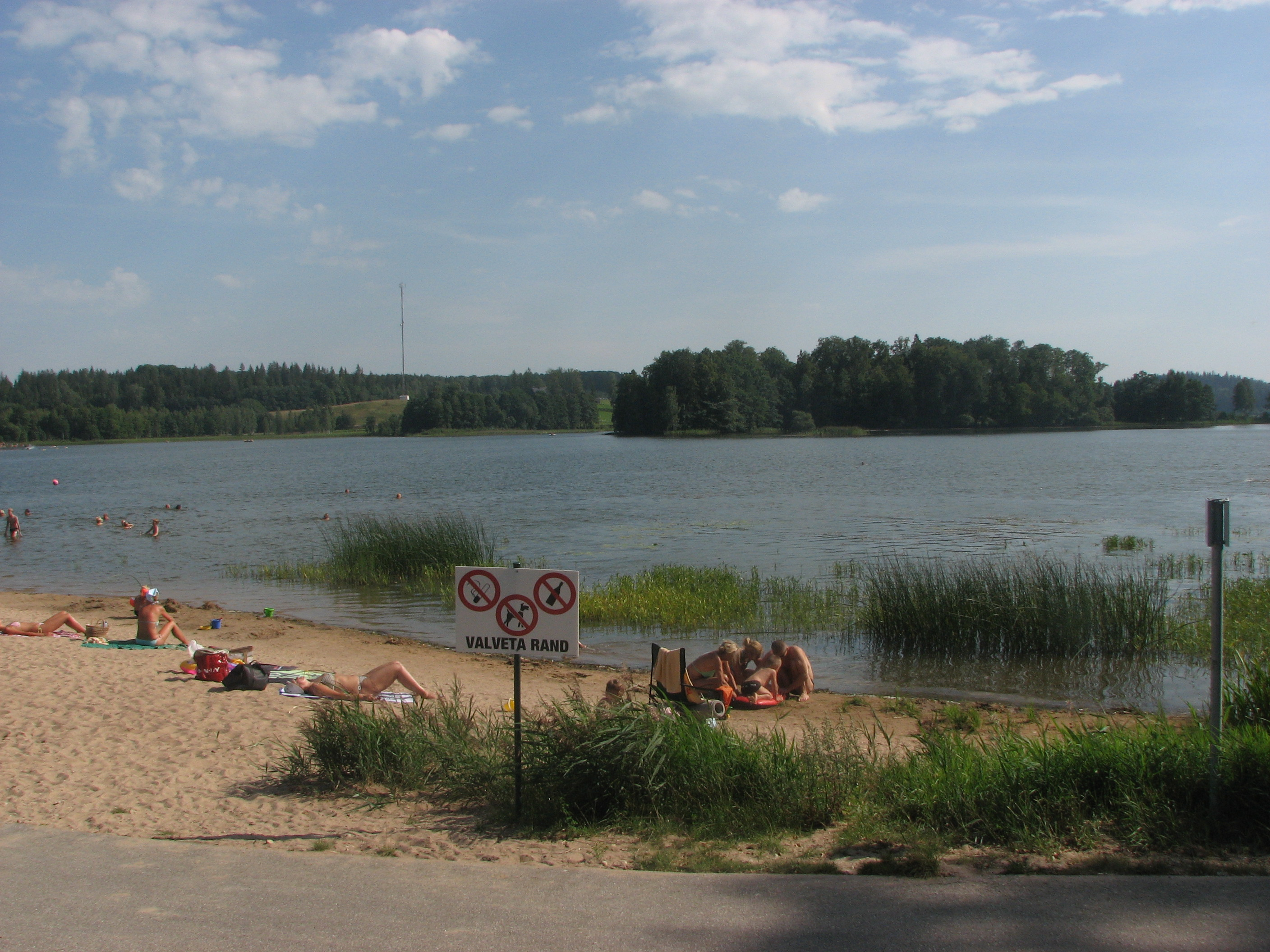
Bờ cát của hồ Pühajärv tại Otepää.
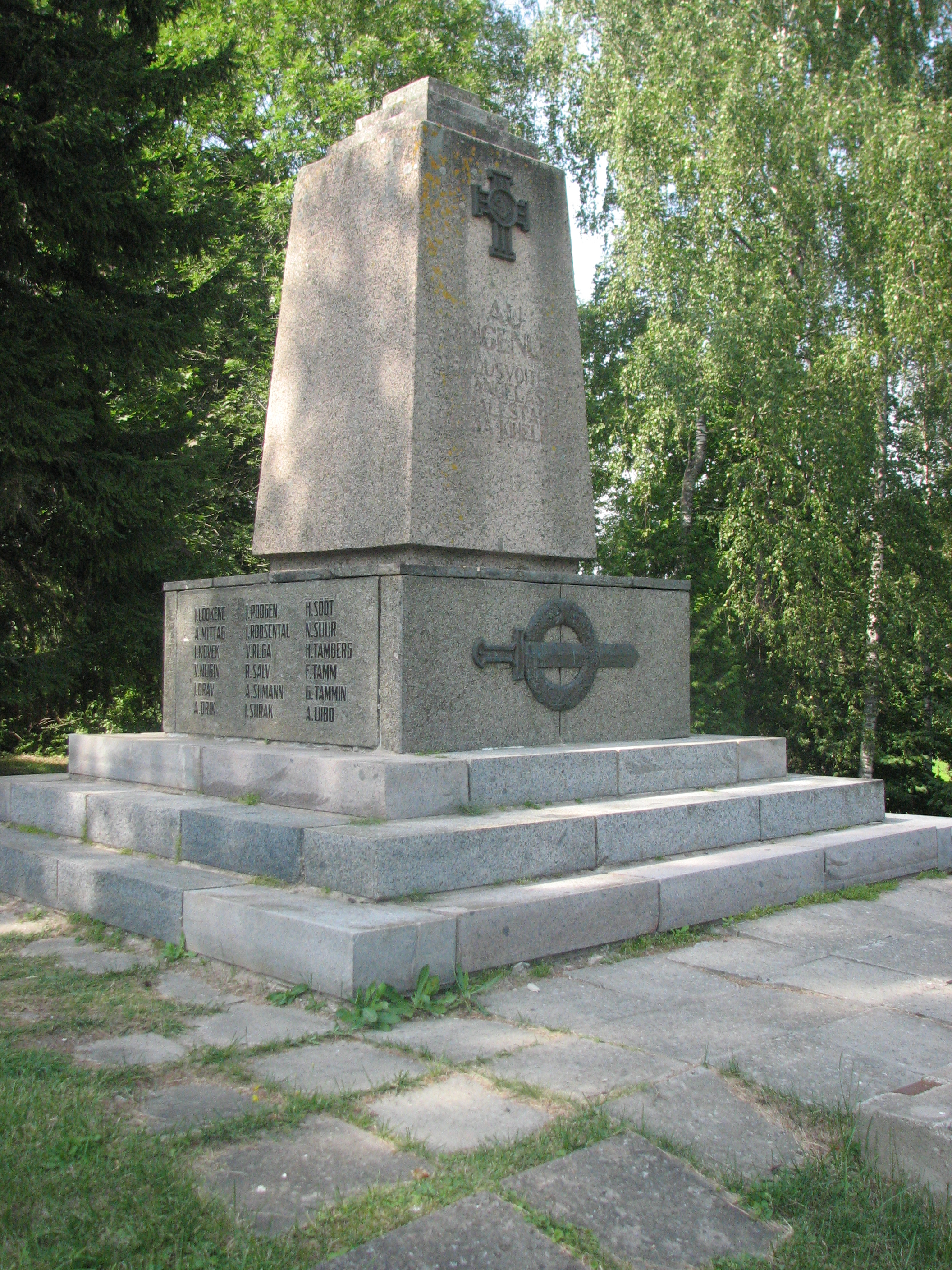
Tượng đài cuộc Chiến tranh giành độc lập Estonia
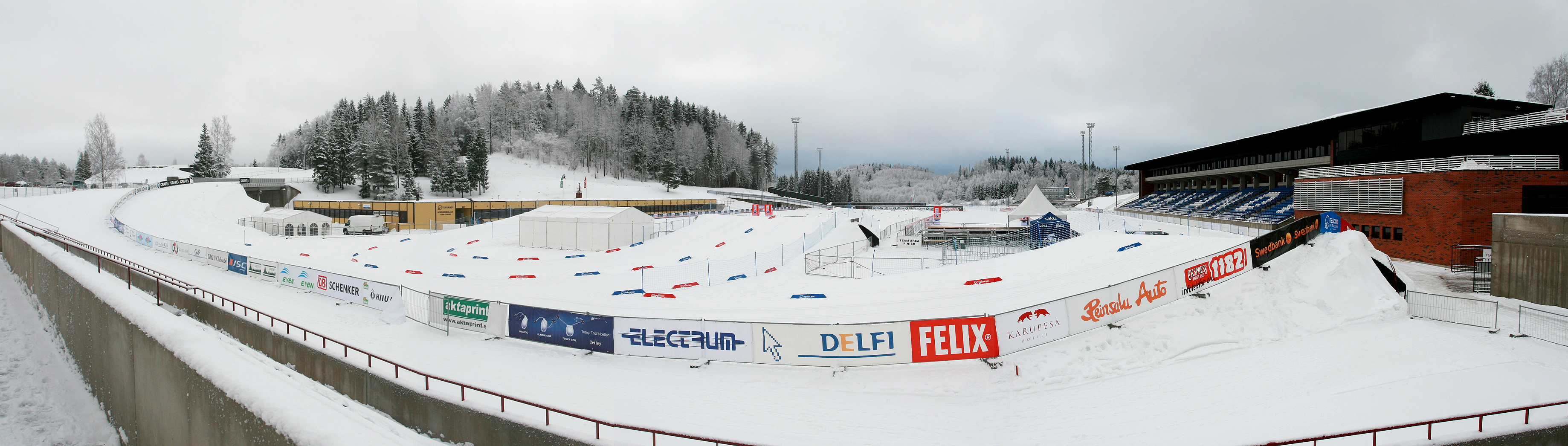
Sân vận động trượt tuyết Tehvandi
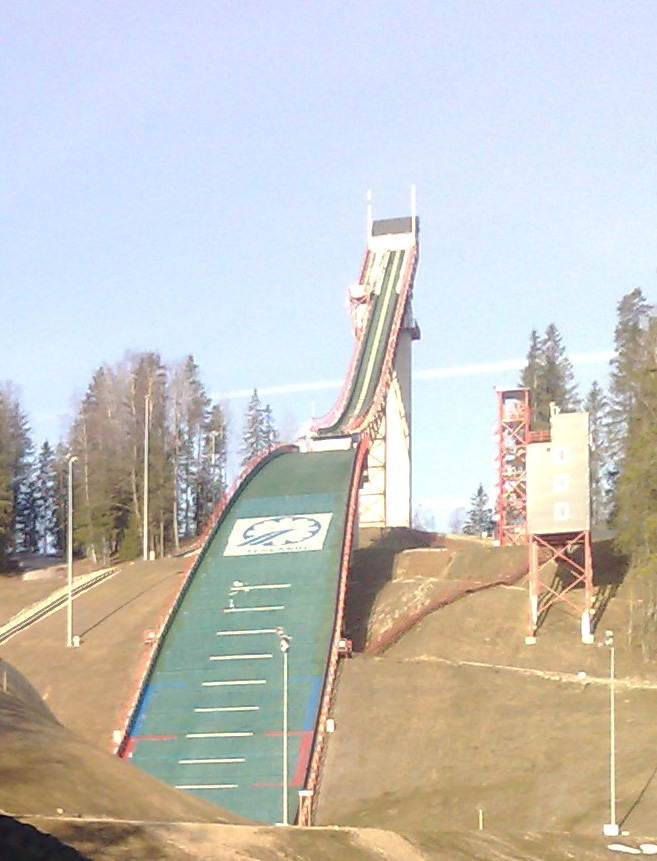
Dốc nhảy trượt tuyết Tehvandi
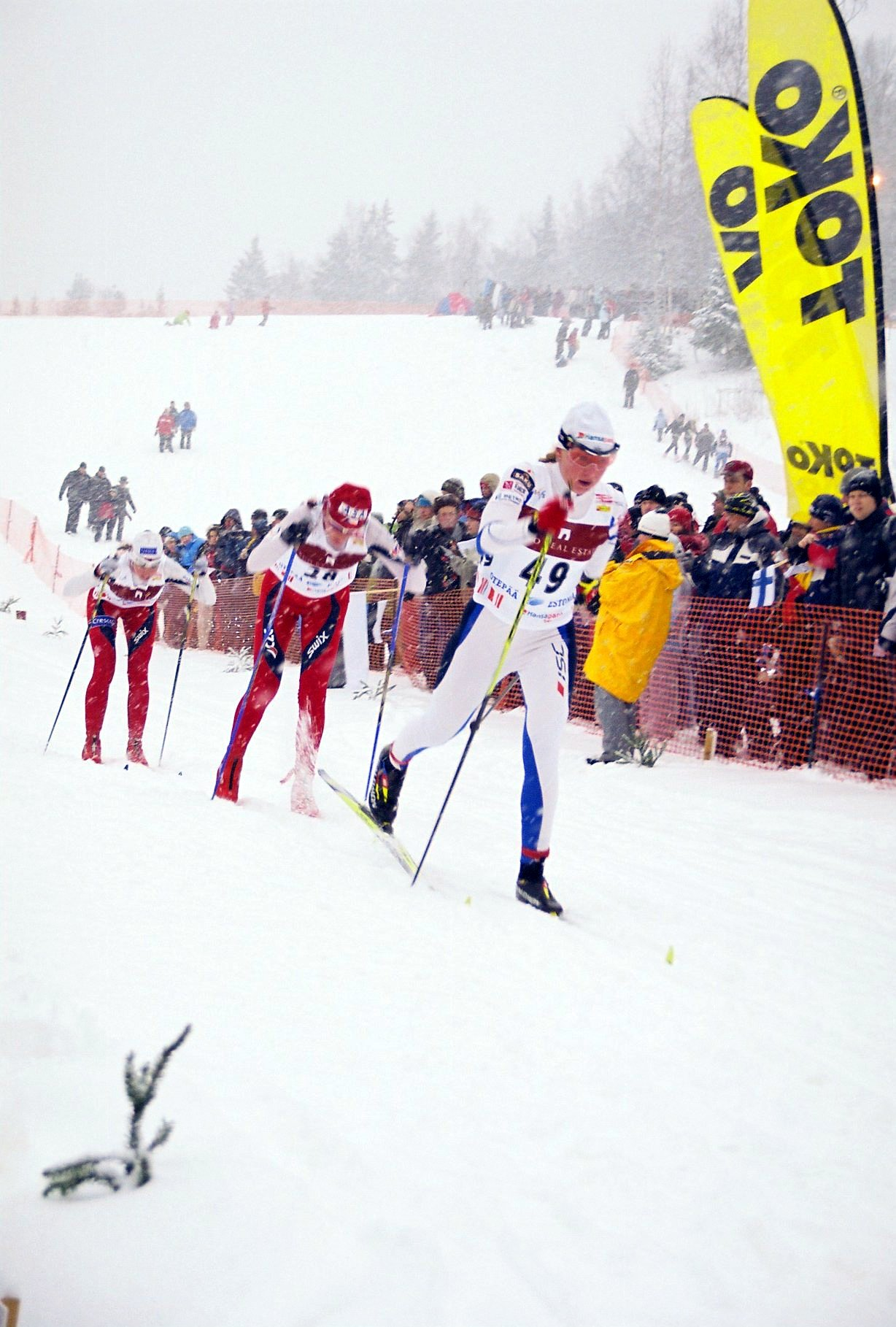
2006–07 FIS Cross-Country World Cup, Kristina Šmigun ở trung tâm.
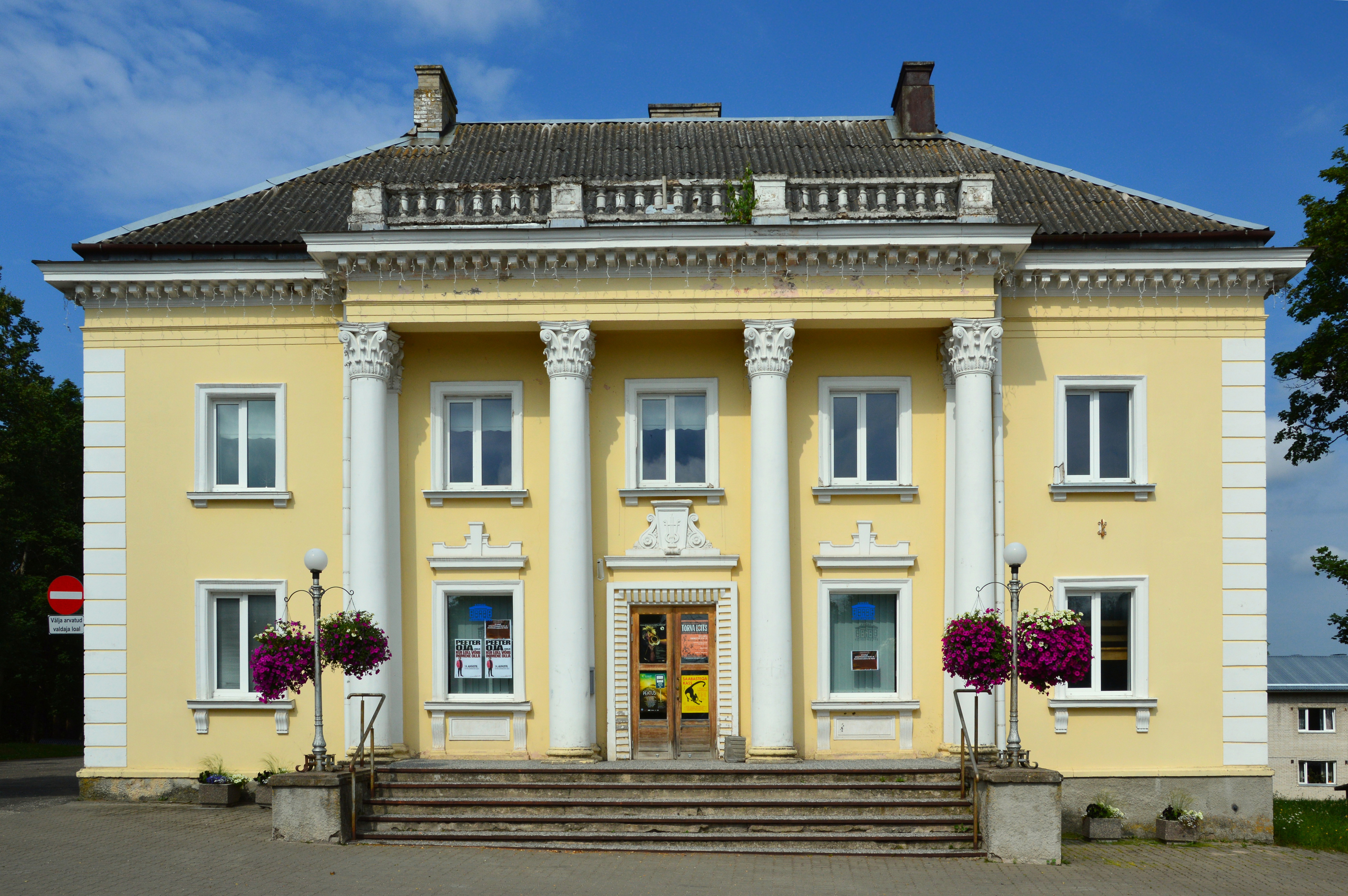
Nhà văn hóa Otepää